# Municipio de Omnia
El municipio de Omnia (en inglés: Omnia Township) es un municipio ubicado en el condado de Cowley en el estado estadounidense de Kansas. En el año 2010 tenía una población de 312 habitantes y una densidad poblacional de 3,33 personas por km².

## Geografía
El municipio de Omnia se encuentra ubicado en las coordenadas 37°26′00″N 96°46′4″O / 37.43333, -96.76778. Según la Oficina del Censo de los Estados Unidos, el municipio tiene una superficie total de 93.58 km², de la cual 93,37 km² corresponden a tierra firme y (0,22 %) 0,21 km² es agua.

## Demografía
Según el censo de 2010, había 312 personas residiendo en el municipio de Omnia. La densidad de población era de 3,33 hab./km². De los 312 habitantes, el municipio de Omnia estaba compuesto por el 85,26 % blancos, el 4,17 % eran amerindios, el 3,85 % eran de otras razas y el 6,73 % eran de una mezcla de razas. Del total de la población el 9,29 % eran hispanos o latinos de cualquier raza.